# Beeldanalyse
Beeldanalyse is het onttrekken van informatie aan meestal fotografische beelden.
Bij militaire inlichtingendiensten wordt beeldanalyse gebruikt om de sterkte en capaciteiten van mogelijke tegenstanders te bepalen. Zo bleek tijdens de Koude Oorlog uit foto's die met verkenningsvliegtuigen en satellieten gemaakt waren dat de Sovjet-Unie over minder kernwapens beschikte dan algemeen werd aangenomen.
In de techniek wordt vooral elektronische beeldanalyse toegepast. Bijvoorbeeld bij een vullijn voor flessen staat vaak een systeem dat de beschadigde flessen detecteert, zodat ze eruit gehaald kunnen worden voordat ze verderop het proces kunnen verstoren.
In het verkeer vindt beeldanalyse een toepassing in trajectcontrole. Hier worden aan het begin en eind van een wegtraject de kentekens van de passerende voertuigen gedetecteerd. Samen met het tijdsverschil kan hieruit de gemiddelde snelheid van het voertuig worden bepaald.
Men gebruikt in de microscopie beeldanalyse voor het bepalen van arealen en densiteiten. Hiermee kan worden berekend welke concentratie van bijvoorbeeld eiwitten in een biologisch preparaat aanwezig zijn of welke activiteit een enzym in het biologisch preparaat vertoont. De bepaling van deze waarden wordt gedaan met behulp van densitometrie.